# László Székely

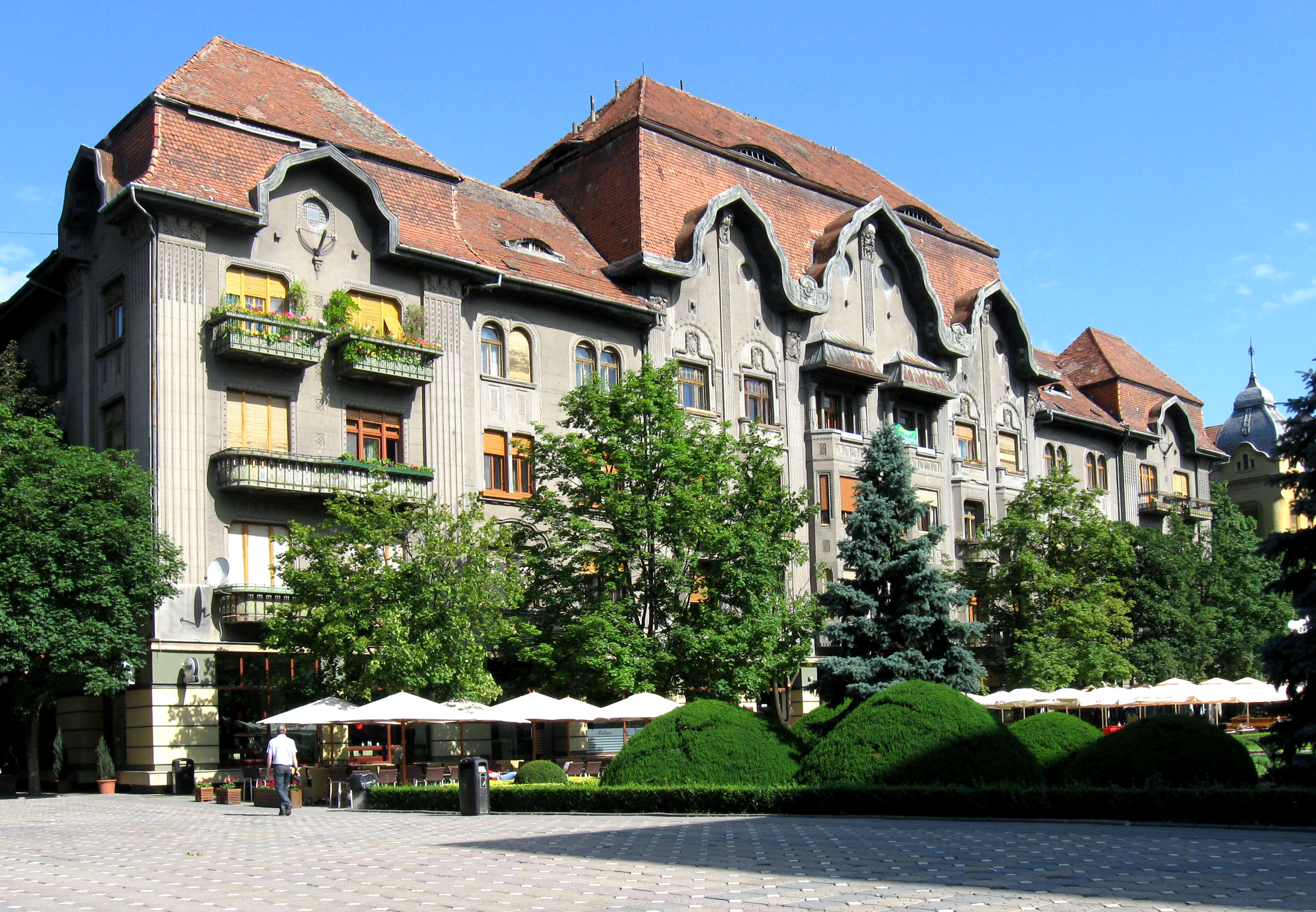
Het Dauerbachpaleis in Temesvár, een ontwerp van László Székely

László Székely (Nagyszalonta, 3 augustus 1877 - Timișoara, 23 januari 1934) was een Hongaars architect. Zijn ontwerpen kenmerken zich door een overwegend eclectische stijl, rijk aan elementen uit de barok en de jugendstil, en meer specifiek de Wiener Secession. Zijn gebouwen zijn vooral te vinden in Timișoara (Hongaars: Temesvár).

## Biografie
Székely studeerde architectuur aan de Technische Universiteit Boedapest en ging na het afronden van deze studie als beursstudent naar Italië.
Na zijn terugkeer naar Hongarije ging hij aan de slag bij Győző Czigler, een van de toonaangevende architecten in het Boedapest van die tijd. Czigler beval hem aan bij Károly Telbisz, de toenmalige burgemeester van het toen nog Hongaarse Temesvár, waar Székely in 1903 werd aangesteld als hoofdarchitect. Zijn eerste opdracht was het ontwerp voor het nieuwe slachthuis, dat in 1905 gereedkwam. In de loop van zijn carrière ontwierp en bouwde Székely verschillende andere bekende gebouwen in Temesvár, zoals overheidsgebouwen, fabrieken, woonhuizen en villa's.
Hij werkte bijna twee decennia in Temesvár. Tegelijkertijd stond hij aan het hoofd van zijn eigen architectenbureau, dat zowel voor particuliere als religieuze klanten in Temesvár en de rest van Oostenrijk-Hongarije actief was. 